# 257ers
257ers (ausgesprochen „Zwei-Fünf-Siebeners“) ist ein deutsches Rap-Duo aus Essen. Die Gruppe besteht aus den Rappern Daniel Schneider und Mike Rohleder. Darüber hinaus tritt Jewlz als „Ehrenmitglied“ in Erscheinung. Sie selbst und ihre Fans nennen sich „Mutanten“.

## Geschichte
Die ursprünglichen drei Mitglieder Mike Rohleder, Daniel Schneider und Kolja Scholz stammen aus dem Essener Stadtteil Kupferdreh, von dessen Postleitzahl 45257 der Name der Gruppe abgeleitet ist. Ursprünglich entstand „257“ 1997 als Bezeichnung für eine Graffiti-Crew, aus der sich die drei lösten und unter dem Namen 257ers im Jahre 2005 eine Hip-Hop-Gruppe gründeten. Zunächst veröffentlichte die Gruppe ausschließlich Mixtapes zum kostenlosen Download. 2007 erschien mit Mit Essen spielt man nicht die erste Veröffentlichung. Es folgte im April 2008 das Mixtape Scheiß auf Rappen, auf dem die 257ers erstmals den Begriff „Akk!“ verwenden, der als „Schlachtruf“ und universelles Ersatzwort fungiert und häufige Verwendung in den Texten der Gruppe findet. Auf dem Mixtape sind die Rapper Starfaze, Jason und Favorite mit Gastbeiträgen vertreten. Insbesondere die Zusammenarbeit mit Favorite wurde im Folgenden intensiviert. Ende 2008 erschien die EP Tracksdienichtgutgenugfürdasneuealbumwaren. Zudem wirkten die Rapper von 257ers beim dritten Teil der Hip-Hop-Battle-Reihe Feuer über Deutschland mit. Sowohl Schneider als auch Scholz nahmen darüber hinaus Beiträge für die Veröffentlichung Schläge für Hip Hop der Rapper Favorite und Hollywood Hank auf. Schneider war außerdem für das Mastering des über Selfmade Records veröffentlichten Mixtapes verantwortlich.
Im April 2009 erschien das erste Album der 257ers mit dem Titel Hokus Pokus zum kostenlosen Herunterladen. Zu vier Liedern von Hokus Pokus wurden Videos gedreht. Diese sind Läckmiamarsh, Persönlicher Weckruf, Regenbogen sowie Kein Fick auf Schule, eine weitere Zusammenarbeit mit Favorite. Im April 2010 folgte die EP Smegma als erste Soloveröffentlichung von Schneider. Auch die EP erschien als Download und enthält Gastbeiträge von Scholz, Rohleder und Favorite. Schneider begleitete zudem Favorite und Kollegah bei der Konzert-Tournee Teens for Cash. Am 11. November 2010 wurde das zweite Album Zwen veröffentlicht. Dieses war von Psaiko.Dino, Krizz Dallas, Marvelous, Johnny Illstrument, Voddi, Josen und Delicious produziert worden. Als Gastrapper treten Favorite und Ras Timbo in Erscheinung. Die Stücke 257 ist der Boss und Drei rosa Schleifchen wurden als Videos ausgekoppelt. Zudem präsentierte die Gruppe das Lied Unsere Arme sind schwach im Rahmen der Video-Reihe Halt die Fresse von Aggro.TV. 2011 war die Gruppe auf Favorites Album Christoph Alex vertreten. Der gemeinsame Song Ne Pille wurde auch als Video umgesetzt.

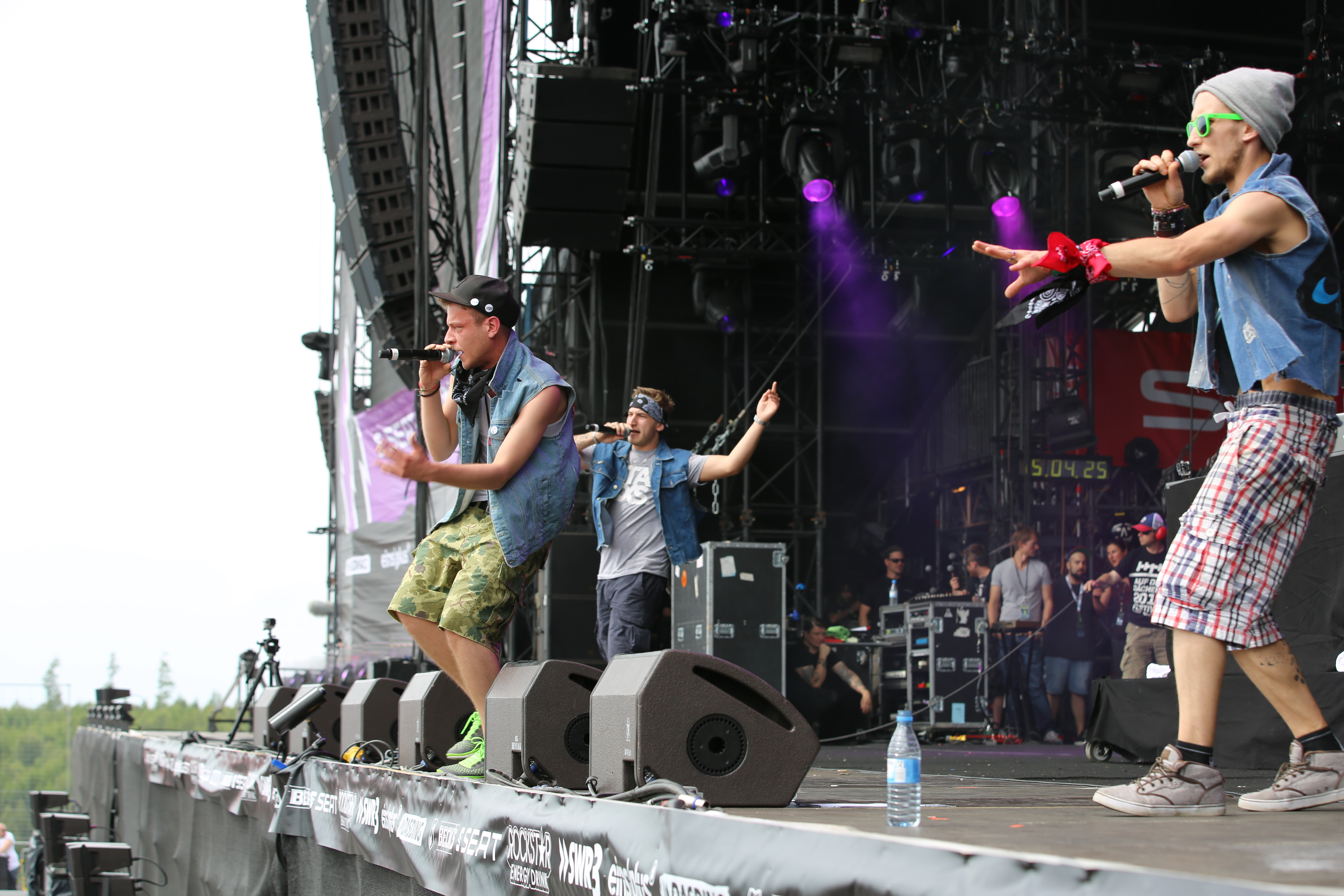
257ers beim Rock am Ring (2014)

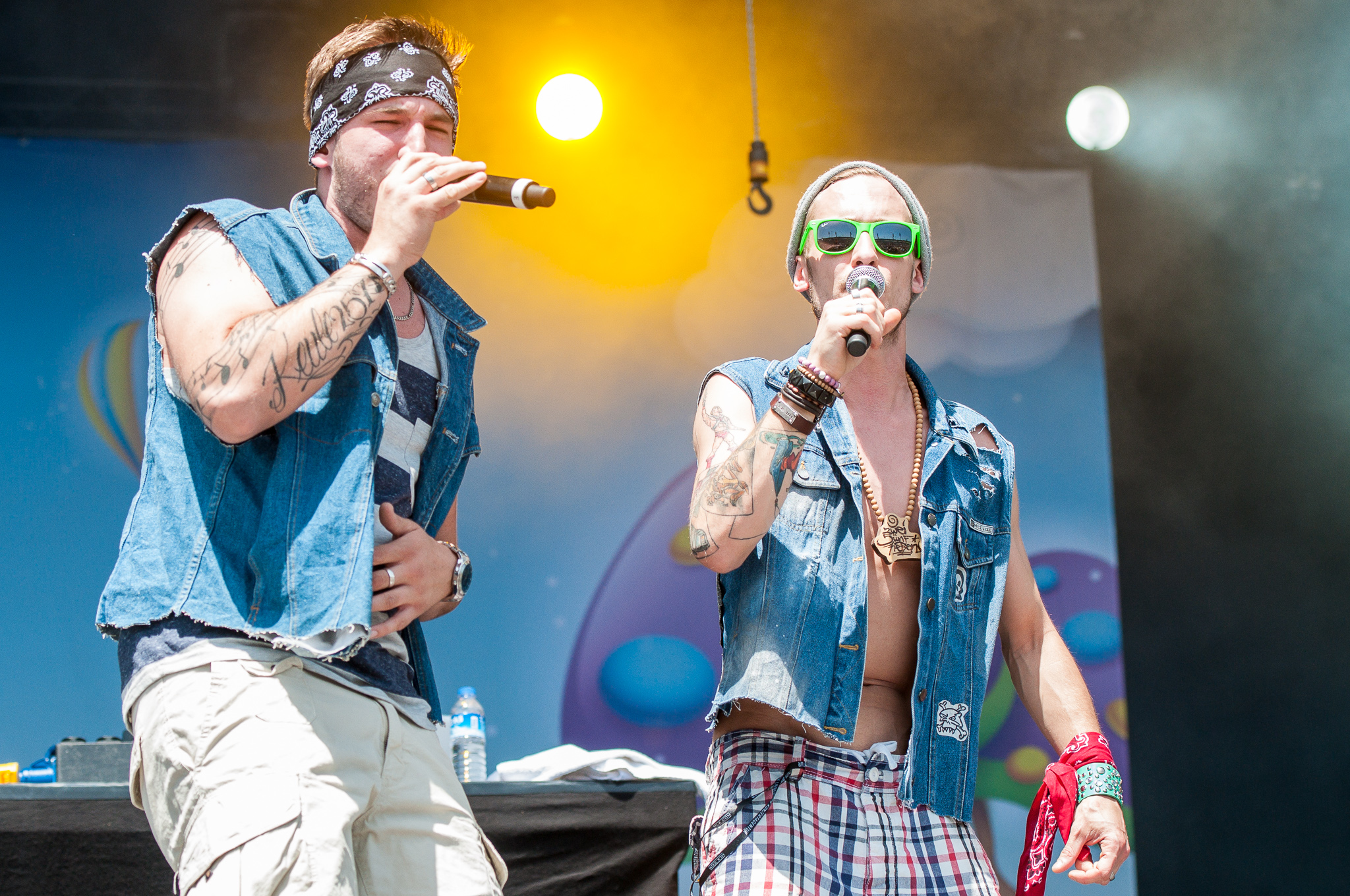
257ers beim Rock im Park (2014)

Vom 30. März bis 5. Mai 2012 absolvierte 257ers eine gemeinsame Tournee mit Favorite. Die 22 Konzerte umfassende Tournee wurde unter dem Titel Fahrrad-Tour 2012 veranstaltet. Zeitgleich zur Tournee gab das Hip-Hop-Label Selfmade Records bekannt, dass die Mitglieder der 257ers unter Vertrag genommen wurden. Die eigentliche Vertragsunterzeichnung war bereits im Oktober 2011 erfolgt. Die Hip-Hop-Gruppe Genetikk erhielt nach den 257ers ebenfalls einen Vertrag bei Selfmade Records. Da das Duo bereits die Arbeit an seinem Album abgeschlossen hatte, wurde dieses vorgezogen. Mitte Juli trat 257ers auf dem Musikfestival Splash! auf. Des Weiteren erschien das dritte Album der Gruppe unter dem Titel HRNSHN am 7. September 2012. Der Song Auseinanda wurde als Single veröffentlicht. Auch ein dazugehöriges Video wurde gedreht. Des Weiteren erschienen Videos zu den Liedern Scheißegal, Spinat, Über alle Berge, Seite an Seite und Go Ninja. HRNSHN stieg auf Platz 6 der deutschen Albumcharts ein. In Österreich belegte das Album Rang 24 und in der Schweiz erreichte es Position 60. Mitte Oktober 2012 wurde ein Video zum Lied Säbelzahntiger RMX veröffentlicht, auf dem neben 257ers auch die Rapper BattleBoi Basti, Weekend, 4Tune, Duzoe und Milo vertreten sind.
Neben ihrem Labelvertrag unterschrieben die Mitglieder des Trios im Oktober einen Verlagsvertrag mit dem Medienkonzern BMG Germany. Vom 20. Oktober bis zum 29. Dezember 2012 folgte unter dem Titel Menschen, Tiere, AKKtraktionen eine Konzert-Tournee mit dem Duo Genetikk und mit DCVDNS. Ende 2012 stand der Begriff „Akk!“ in der engeren Auswahl für das Jugendwort des Jahres. Im Zuge einer Abstimmung auf der Internetseite der Langenscheidt Verlagsgruppe belegte das Wort den ersten Platz. Da den Jurymitgliedern „Akk!“ nicht bekannt war, was sie auf eine nur lokale Verbreitung des Begriffs zurückführten, wurde der Ausdruck „YOLO“ zum Jugendwort des Jahres gewählt. Vom 13. April bis zum 28. April 2013 absolvierte das Trio eine weitere Tournee unter dem Titel Brötchen anfassen ist kein Hygienefiasko. Diese umfasste Auftritte in vierzehn Städten.
Am 26. September 2014 erschien das vierte Album Boomshakkalakka, das in der Veröffentlichungswoche Platz 1 der deutschen Albumcharts erreichte und damit das erste Nummer-eins-Album der Gruppe wurde. Es verkaufte sich über 40.000 Mal.
Im Mai 2016 wurde bekannt gegeben, dass die Arbeiten am neuen Album Mikrokosmos abgeschlossen sind und dieses am 1. Juli 2016 erscheinen soll. Gleichzeitig wurde auch bekannt gegeben, dass Scholz die Gruppe verlässt, um sich mehr auf Privates zu fokussieren. Deshalb waren auf dem Album auch nur noch Schneider und Rohleder zu hören. Das Album erreichte wiederum die Spitze der deutschen Charts. Die dazugehörige Livetour begann im Oktober 2016 und führt durch 16 deutsche Städte.
Am 27. Mai 2016 erschien mit Holland die erste Singleauskopplung aus Mikrokosmos. Die zweite Single Holz folgte am 1. Juli 2016 und wurde in Deutschland für über 400.000 verkaufte Einheiten mit einer Platin-Schallplatte ausgezeichnet.
Beim MTV-Unplugged-Konzert von Andreas Gabalier 2017 waren die 257ers als Gastmusiker beim Lied Hulapalu zu hören.
Am 3. Mai 2019 wurde das sechste Studioalbum Alpaka veröffentlicht, das Platz 16 der Charts erreichte.
Bald danach, am 25. Juli 2019, erschien die Single Abrakadabra, auf der wieder Scholz als Gast zu hören war. Das gleichnamige siebte Studioalbum Abrakadabra wurde am 1. November 2019 veröffentlicht und belegte Rang 19 der Charts.
Im Jahr 2020 erschienen diverse Singles. Das Jahr 2020 begann für die Mitglieder der Band mit dem Song Alkonüme Hühner, den sie zusammen mit der Hip-Hop-Gruppe Mehnersmoos aufnahmen. Später erschien der Song Mit uns. Eine weitere Single, Hops genommen, erschien in Zusammenarbeit mit dem Rapper Kronkel Dom. Ebenfalls wurde dazu ein Musikvideo veröffentlicht. Am 10. Juli 2020 erschien eine weitere Single der 257ers, Roboterpferd. Am 14. August erschien die Single IKEA. Ebenfalls erschienen in diesem Jahr eine weitere Single mit dem Namen Zuhause, das Musikvideo wurde in Zusammenarbeit mit der Essener Marketing GmbH produziert, da es um die Heimatstadt Essen geht. Die Veröffentlichung war am 16. Oktober 2020. Das zugehörige Studioalbum Hömma! erschien schließlich am 4. Dezember 2020 und erreichte Platz 20 der deutschen Charts.
Am 14. Mai 2021 veröffentlichten die 257ers ein Rap-Feature des Liedes Hypa Hypa von Electric Callboy für deren neu erschienene Veröffentlichung MMXX (Hypa Hypa Edition). Ihr neuntes Studioalbum Das Ende vom Anfang, mit dem die 257ers die Beendigung ihrer Zusammenarbeit mit Selfmade Records verkündeten, erschien am 8. April 2022.
Am 16. Dezember 2023 spielten die 257ers unter dem Motto „257ers and friends“ das Jahresabschlusskonzert von der Tour zum Album Masturbation mit den folgenden Special Acts: Alexander Marcus, Banda Senderos, Freerunning Schlappen, The Butcher Sisters, essen diese und SDP.
Im Sommer 2024 veröffentlichten sie eine Single namens Bierbadewanne unter Miteinbezug des Politikers und Punk-Musikers Wolfgang Wendland. Dieser singt in dem Lied den Refrain.

## Diskografie
Studioalben

| Jahr | Titel Musiklabel                          | Höchstplatzierung, Gesamtwochen, AuszeichnungChartplatzierungen (Jahr, Titel, Musiklabel, Platzierungen, Wochen, Auszeichnungen, Anmerkungen) | Höchstplatzierung, Gesamtwochen, AuszeichnungChartplatzierungen (Jahr, Titel, Musiklabel, Platzierungen, Wochen, Auszeichnungen, Anmerkungen) | Höchstplatzierung, Gesamtwochen, AuszeichnungChartplatzierungen (Jahr, Titel, Musiklabel, Platzierungen, Wochen, Auszeichnungen, Anmerkungen) | Anmerkungen                                                                      |
| Jahr | Titel Musiklabel                          | DE | AT | CH | Anmerkungen                                                                      |
| ---- | ----------------------------------------- | --- | --- | --- | -------------------------------------------------------------------------------- |
| 2009 | Hokus Pokus Selfmade Records (Neuauflage) | — | — | — | Erstveröffentlichung: 1. April 2009 Wiederveröffentlichung: 10. Oktober 2014     |
| 2010 | Zwen Selfmade Records (Neuauflage)        | — | — | — | Erstveröffentlichung: 11. November 2010 Wiederveröffentlichung: 10. Oktober 2014 |
| 2012 | HRNSHN Selfmade Records                   | DE6 (3 Wo.)DE | AT24 (1 Wo.)AT | CH60 (1 Wo.)CH | Erstveröffentlichung: 7. September 2012 Verkäufe: + 20.000                       |
| 2014 | Boomshakkalakka Selfmade Records          | DE1 (6 Wo.)DE | AT11 (1 Wo.)AT | CH35 (1 Wo.)CH | Erstveröffentlichung: 26. September 2014                                         |
| 2016 | Mikrokosmos Selfmade Records              | DE1 Gold · (25 Wo.)DE | AT8 (2 Wo.)AT | CH31 (1 Wo.)CH | Erstveröffentlichung: 1. Juli 2016 Verkäufe: + 100.000                           |
| 2019 | Alpaka Selfmade Records                   | DE16 (2 Wo.)DE | AT61 (1 Wo.)AT | — | Erstveröffentlichung: 3. Mai 2019                                                |
| 2019 | Abrakadabra Selfmade Records              | DE19 (1 Wo.)DE | — | — | Erstveröffentlichung: 1. November 2019                                           |
| 2020 | Hömma! Selfmade Records                   | DE20 (1 Wo.)DE | — | — | Erstveröffentlichung: 4. Dezember 2020                                           |
| 2022 | Das Ende vom Anfang Selfmade Records      | — | — | — | Erstveröffentlichung: 8. April 2022                                              |
| 2023 | Masturbation 257ers                       | DE25 (1 Wo.)DE | — | — | Erstveröffentlichung: 15. September 2023                                         |

- Hokus Pokus
- ZWEN
- HRNSHN
- Boomshakkalakka
- Mikrokosmos

- Tracksdienichtgutgenugfürdasneuealbumwaren
- Schrottmusik
- Der Abfall fällt nicht weit vom Stamm
- Mit Essen spielt man nicht
- Scheiss auf Rappen

## Auszeichnungen und Nominierungen
| Jahr | Auszeichnung | Kategorie          | Resultat  |
| ---- | ------------ | ------------------ | --------- |
| 2016 | 1LIVE Krone  | Beste Band         | Gewonnen  |
| 2016 | 1LIVE Krone  | Bester Hip-Hop-Act | Nominiert |